# Сасаки, Петрос
Петрос Ивао Сасаки (фин. Petros Iwao Sasaki, яп. 佐々木 巌; 23 августа 1939, Одате, Акита — 30 марта 1999, Куопио, Восточная Финляндия) — финский иконописец японского происхождения.

## Биография
Родился 23 августа 1939 года в Одатэ, в Японии, в православной семье, при этом он был в семье православным уже в третьем поколении.
С 1964 года изучал православное богословие и иконопись в Афинском университете (Греция), где сочетал учёбу с практической деятельностью в области церковного искусства. В апреле 1967 года, после военного переворота в Греции, получил распоряжение покинуть страну.
В январе 1968 года приехал в Финляндию, где при поддержке архиепископа Карельского Павла (Гусева-Олмари) получил работу по росписи строящихся православных храмов и обосновался в городе Куопио. Первое лето Сасаки провёл в Ново-Валаамском монастыре среди русских монахов, а позднее открыл в Куопио иконописный кружок, выполняя как церковные, так и частные заказы на написание икон. Первым крупным заказом было написание иконостаса и ряда икон для построенного в 1973 году Троицкого собора Линтульского монастыря.
В 1972 и 1973 года финская газета Савон Саномат напечатала две статьи о Сасаки. В интервью иконописец заявил, что плохо говорит по-фински, а изучением языка занимается, сравнивая тексты Библии на японском и финском. Написанием икон предпочитает заниматься ночью, а днём отдыхает до полудня.
В 1975 году Сасаки получил финское гражданство.
Иконописец расписал несколько новопостроенных финских церквей. Одна из наиболее известных его росписей — выполненный в стиле византийской храмовой традиции иконостас церкви Преображения Господня в Каяани, построенной в 1959 году по проекту архитектора Илмари Ахонена. Работами по росписи этой церкви Сасаки занимался до конца своей жизни, его последней работой стало изображение Иоанна Крестителя справа от алтаря.
Скончался от рака 30 марта 1999 года и похоронен на кладбище Линтульского монастыря.

## Оценки творчества
Особенностью творческой манеры Сасаки было внимание к мельчайшим деталям. Про Сасаки писали, что он в своём творчестве объединил японскую и финскую эстетику, «совершил переворот в финской иконописной традиции», что именно благодаря ему «иконопись обрела новую жизнь в Финляндии».